# Xestia alaskae
Xestia alaskae là một loài bướm đêm thuộc họ Noctuidae. Nó được tìm thấy ở Yukon Territory và Alaska.

## Hình ảnh

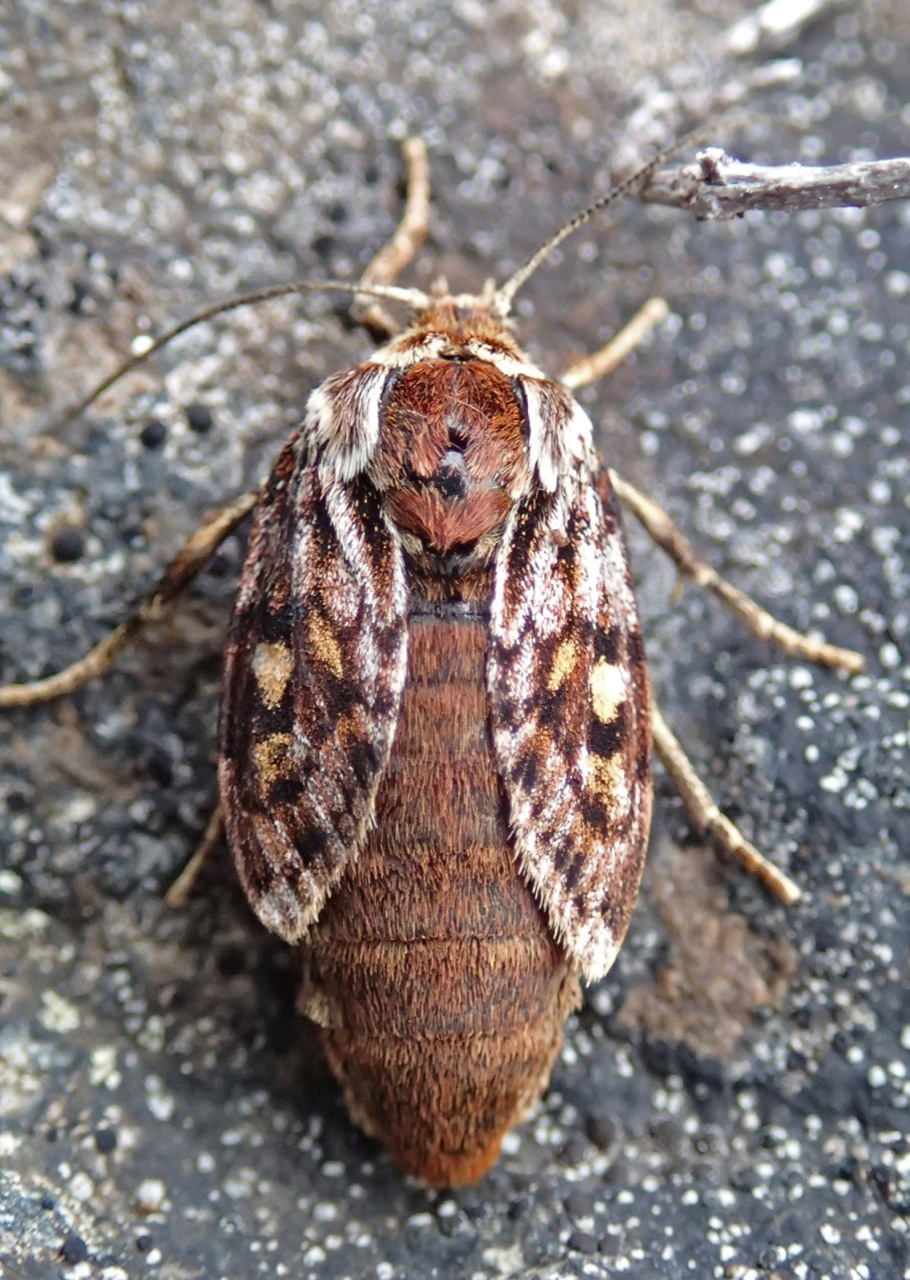